# 라자스탄어
라자스탄어(Rajasthani)는 인도 북부의 라자스탄 주를 비롯하여 그 인접 지역(하리아나 주, 구자라트 주, 마디아프라데시 주의 일부)에서 주로 사용되는 인도아리아어군의 언어 또는 방언군을 가리킨다. 또한 파키스탄 신드 주와 펀자브 일부 지역에도 화자가 분포한다. 사용 인구는 약 5,000만 명으로 추산된다. 라자스탄어는 구자라트어와 신디어와 가까운데, 명백한 유사성과 정치적인 이유로 인해 펀자브어, 힌디어와 같은 이웃 언어로 구분되기도 한다.

## 같이 보기
- 라자스탄 주
- 힌디어